# Суровка (Ульяновская область)
Су́ровка — село в Тереньгульском районе Ульяновской области. Входит в состав Подкуровского сельского поселения.

## История
О времени возникновения села сведении не имеется. Предположительно, оно было пожаловано действительному камергеру Александру Григорьевичу Петрово-Соловово Екатериной II во второй половине XVIII века.
В 1780 году, при создании Симбирского наместничества, село Суровка, при речке Суровке, помещиковых крестьян, вошло в состав Сенгилеевского уезда. С 1796 года — в Симбирском уезде Симбирской губернии.
Во время генерального межевания, в 1799 году, село числилось в Сенгилеевском уезде и принадлежало действительному тайному советнику, и действительному камергеру Александру Григорьевичу Петрово-Соловово и включало 13 441 десятин земли с поселенными на ней крестьянами, в числе 2719 человек (1337 мужского и 1382 женского пола). Вскоре А. Г. Петрово-Соловов продал имение Ф. И. Похвисневу, который присоединил его к своему Подкуровскому имению.
Церковь Николая Чудотворца и Екатерины Александрийской в селе построена в 1819—1920 годах графом Шереметевым, а школа здесь открыта в 1867 году.
При освобождении крестьян от крепостной зависимости в 1861 году, здесь было 164 двора; в 1903 году — 197 дворов, а жителей 1203 человека (560 мужского и 643 женского пола). В 1903 году «помещицею при с. Суровке числится Симбирская мещанка Любовь Кузьминишна Перцович, имеющая хутор (Колодезный) в пяти верстах от села и при нём 136 дес. 315 саж. земли, купленной ею в 1877 году у самарских мещан Петра Афонасьева Гилянова и других, которые выкупили свои наделы, продали их, а сами перечислились из Суровских в Самарские мещане».

## Население
| 2010 |
| ---- |
| 113  |

- В 1780 году 1214 ревизских душ[2].
- В 1859 году в селе в 168 домах проживало 1079 человек[6][7].
- В 1903 году — 197 дворов, а жителей 1203 человека (560 мужского и 643 женского пола)[6].
- В 1913 году в этом русском селе было 240 дворов, 1460 жителей[6].

## Известные уроженцы
- Тупицын, Михаил Николаевич — советский политик и офицер органов безопасности, первый секретарь Брестского областного комитета КП Белоруссии (1940—1946), первый секретарь обкома ВКП(б) в Новгороде Великом (1948—1951).

## Достопримечательности
- Церковь в селе Суровка является выявленным объектом культурного наследия (памятником истории и культуры) — «Церковь Николая Чудотворца (православный приходской двухпрестольный храм)», 1819—1820 годы. (Распоряжение Главы администрации Ульяновской области от 29.07.1999. № 959-р.)[6].
- Памятник воинам-односельчанам погибшим в ВОВ (1981 г.)[8].